# Automobiles Ader
Société Ader, zuvor Société Industrielle des Téléphones-Voitures Automobiles Système Ader, war ein französischer Automobilhersteller.

## Unternehmensgeschichte

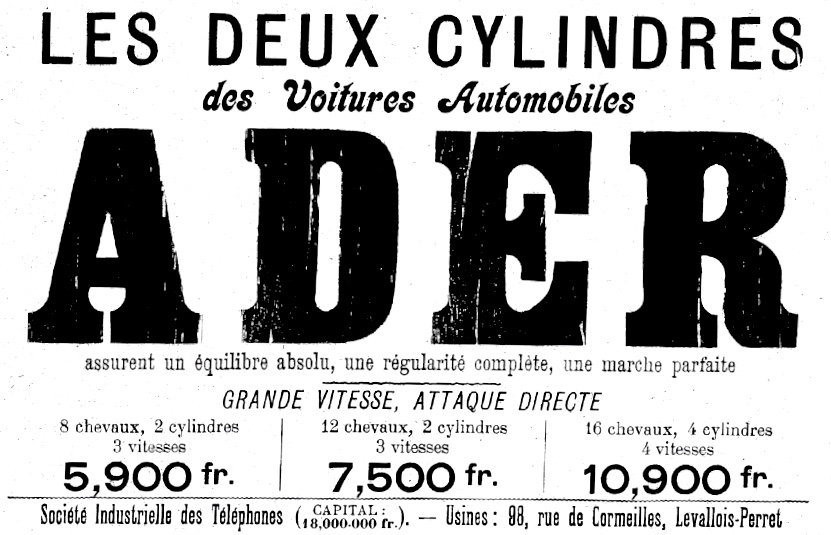
Ader Werbung 1903

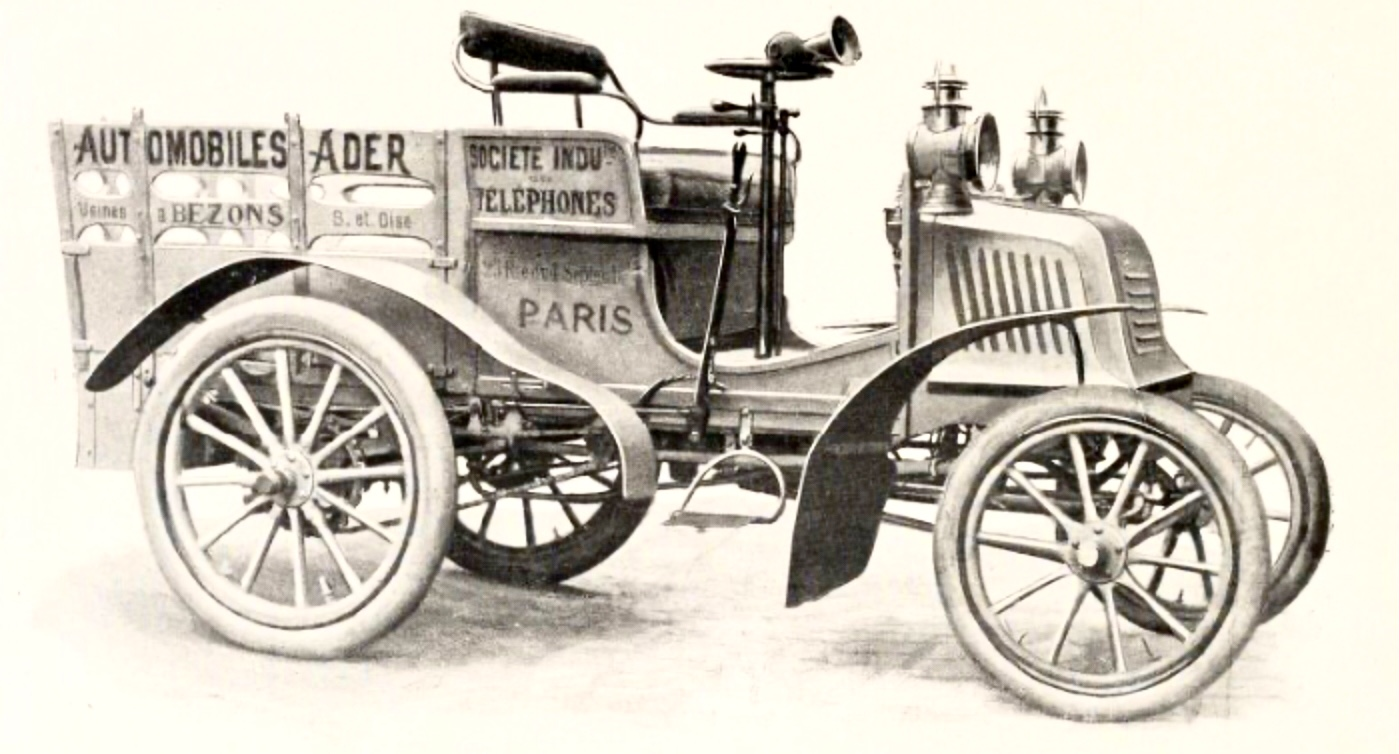
Ader Lastwagen 1901

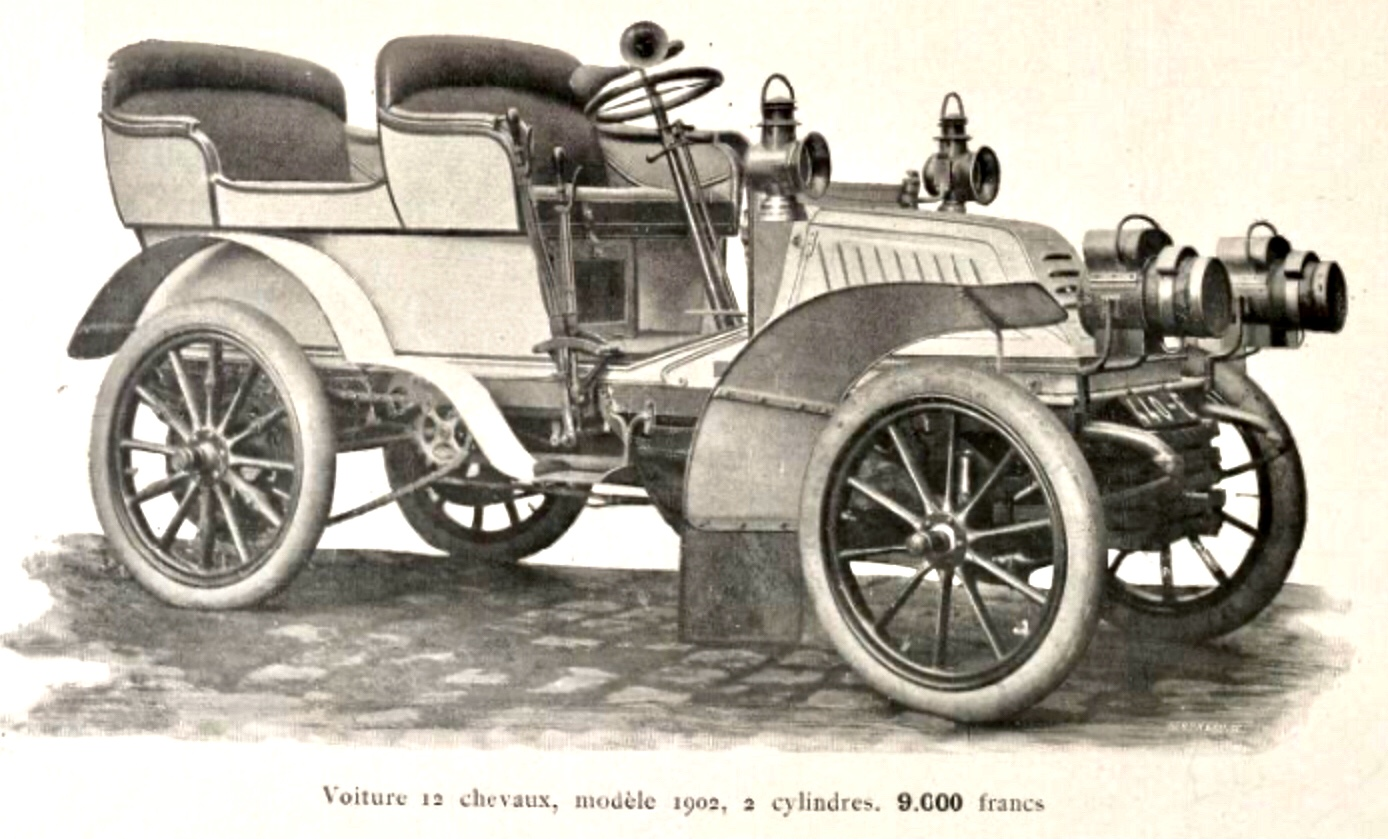
Ader 12 CV von 1901

Clément Ader gründete 1900 das Unternehmen Société Industrielle des Téléphones-Voitures Automobiles Système Ader in Levallois-Perret zur Produktion von Automobilen. 1904 erfolgte eine Umbenennung in Société Ader. 1907 endete die Produktion.

## Fahrzeuge
Das erste Modell 8 CV von 1900 hatte einen V2-Motor mit 904 cm³ Hubraum mit 80 mm Bohrung und 90 mm Hub. Die Motordrehzahl kann zwischen 500/min und 1500/min variiert werden. Die Antriebskraft wurde über Wellen auf das unter dem Fahrersitz liegende Getriebe übertragen und vom direkt angeflanschten Differential auf Seitenwellen. Von dort wurde mittels Ketten die Kraft an die Hinterachse geleitet. Der Radstand betrug 1825 mm und die Spurweite 1255 mm. Die Fahrzeuglänge betrug 2785 mm. Die Bereifung hatte einen Durchmesser von 800 mm. Der Preis des Chassis lag bei 5500 Franc, der des kompletten Fahrzeuges bei 6500 Franc.
1902 folgte der 12 CV, wieder mit V2-Motor. 1903 erschienen die Modelle 16 CV mit V4-Motor und 32 CV mit V8-Motor, die auch beim Rennen Paris-Madrid 1903 eingesetzt wurden. 1905 bestand das Angebot aus den Modellen 16 CV, 20 CV und 25 CV mit Vierzylinder-Reihenmotoren. Die Fahrzeuge gab es mit einem kurzen Radstand von 2060 mm und mit einem längeren Radstand von 2680 mm.
Das Auktionshaus Bonhams versteigerte am 3. November 2017 ein Fahrzeug von etwa 1902 für 102.205 Euro.

## Ader Übersichtstabelle
In nachfolgender Tabelle sind die von 1900 bis zum Jahr 1907 gebauten Fahrzeugmodelle mit bekannten technischen Daten eingetragen. In einer Quelle wird ein Fahrzeug von 1901 als 6 CV Coupe bezeichnet. Ein weiterer kleinerer Motor ist somit möglich oder der 904-cm³-Motor war in einer 6 CV Version erhältlich.
1906 änderte sich die Motorenbezeichnung, es könnte sich aber teilweise um die gleichen Motoren aus den Vorgängerjahren handeln.

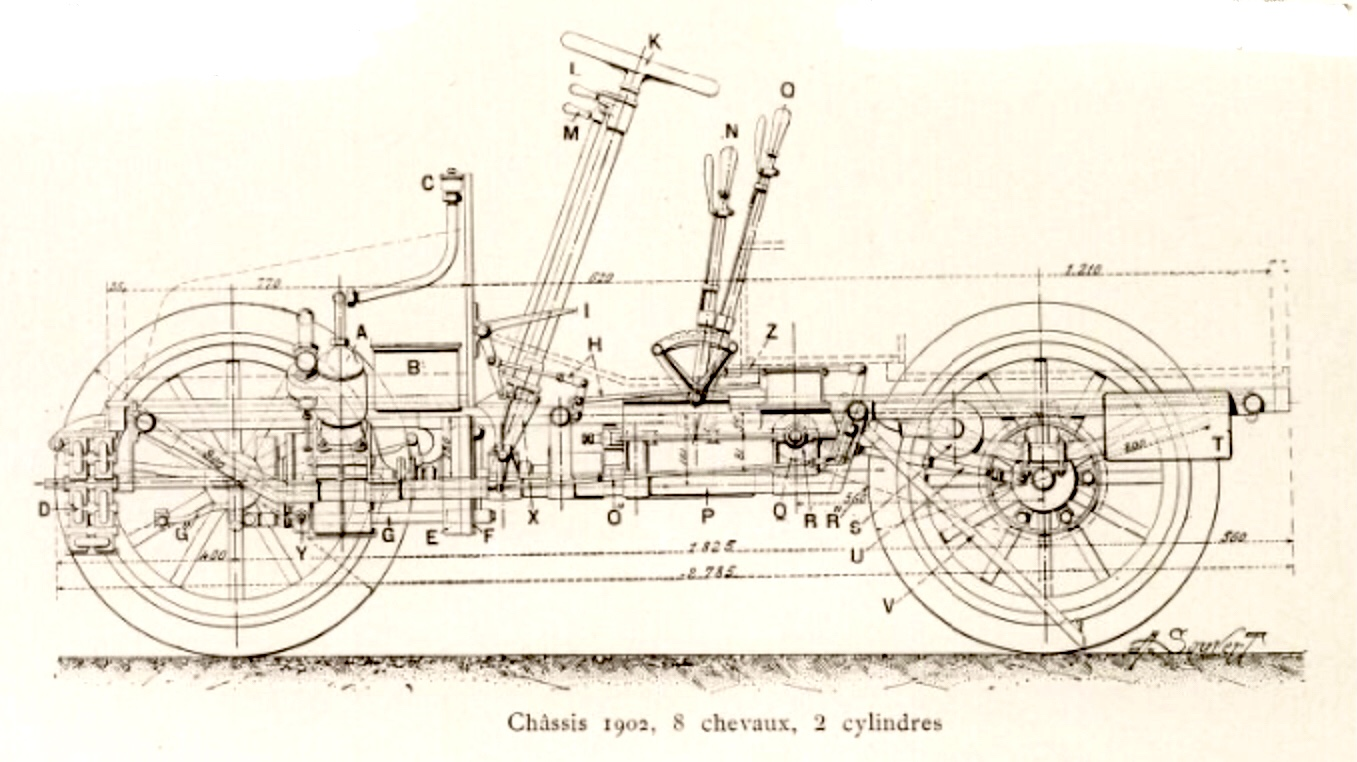
Ader 8 CV

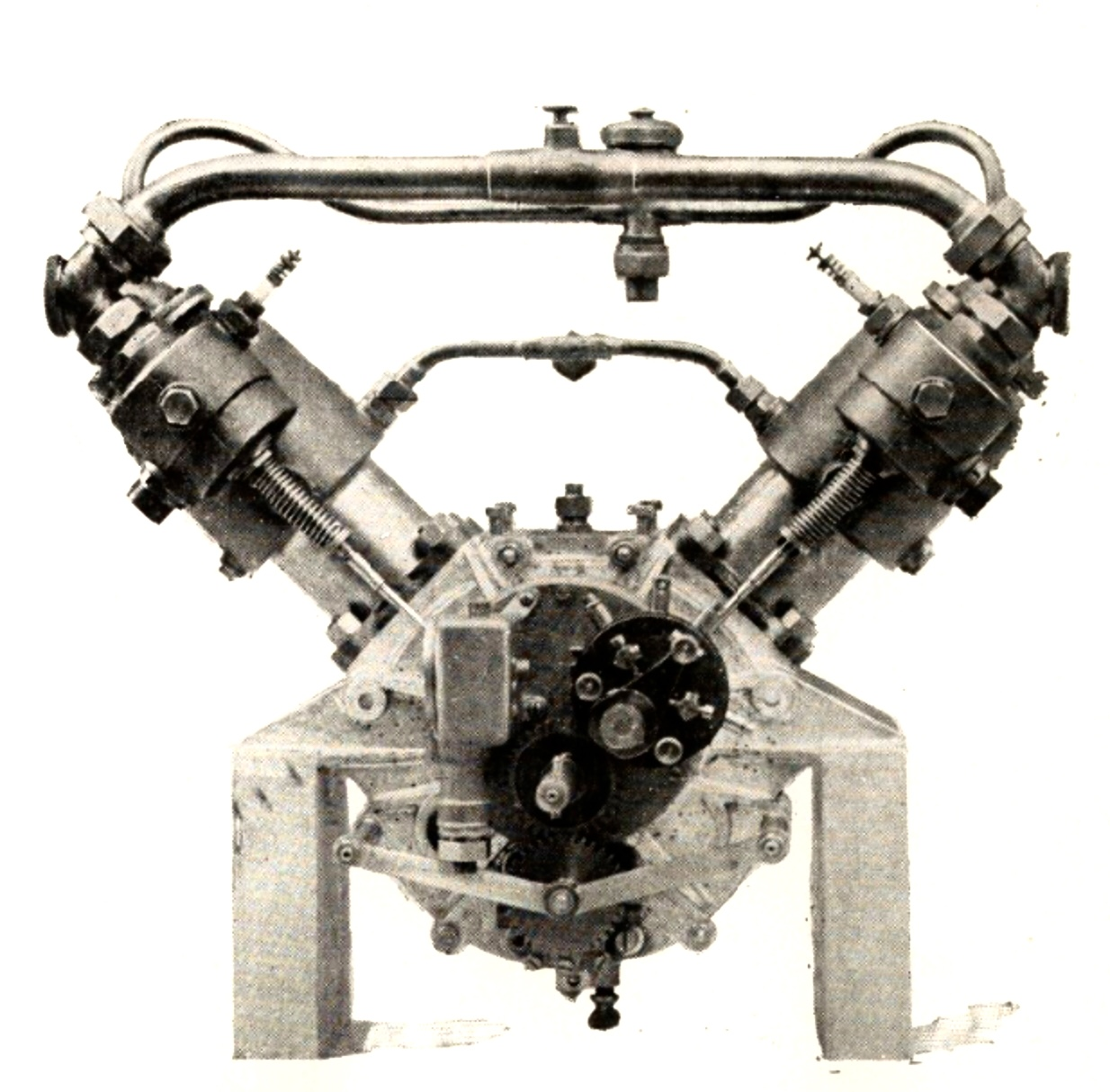
Ader V2 mit 904 cm³

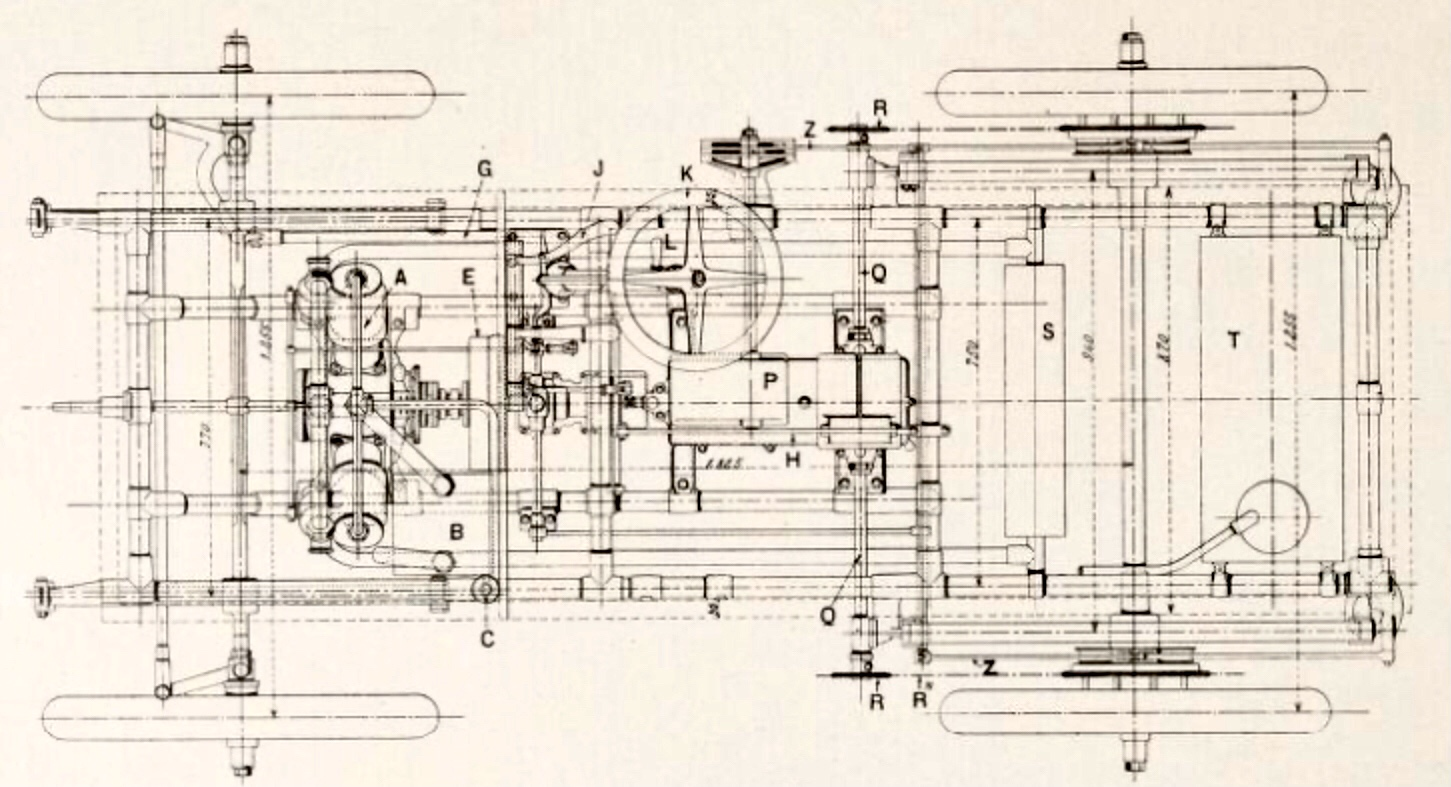
Ader 8 CV Konstruktionszeichnung Draufsicht

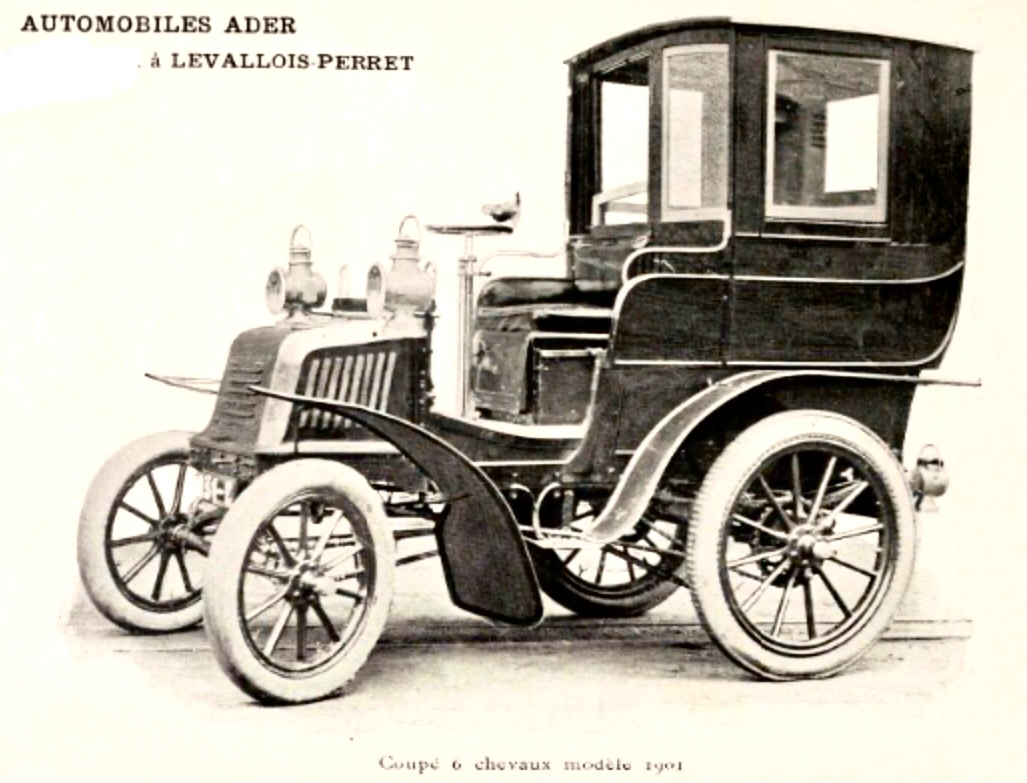
Ader 6 CV von 1901

| Typ | Motor Typ | Einstufung | Bauzeitraum | Motor    | Bohrung, Hub   | Hubraum  | Radstand         | Spurweite |
| --- | --------- | ---------- | ----------- | -------- | -------------- | -------- | ---------------- | --------- |
| V11 | E 8 PS    | 8 CV       | 1900–1901   | V 2 Zyl. | 80 mm, 90 mm   | 904 cm³  | 1825 mm          | 1255 mm   |
| V17 | F 12 PS   | 12 CV      | 1902–       | V 2 Zyl. | 100 mm, 100 mm | 1570 cm³ | mm               | mm        |
|     | A 9 PS    | 16 CV      | 1903–       | V 4 Zyl. | 70 mm, 66 mm   | 1016 cm³ | mm               | mm        |
|     |           | 32 CV      | 1903        | V 8 Zyl. | mm, mm         | cm³      | mm               | mm        |
|     |           | 16 CV      | (1905)      | 4 Zyl.   | mm, mm         | cm³      | 2060 mm, 2680 mm | mm        |
|     |           | 20 CV      | (1905)      | 4 Zyl.   | mm, mm         | cm³      | 2060 mm, 2680 mm | mm        |
|     |           | 25 CV      | (1905)      | 4 Zyl.   | mm, mm         | cm³      | 2060 mm, 2680 mm | mm        |